# Zabłotce (powiat jarosławski)
Zabłotce – wieś w Polsce, położona w województwie podkarpackim, w powiecie jarosławskim, w gminie Radymno.
W latach 1975–1998 miejscowość należała administracyjnie do województwa przemyskiego.

## Części wsi
| SIMC    | Nazwa | Rodzaj    |
| ------- | ----- | --------- |
| 0610046 | Młyny | część wsi |

## Historia
Wieś zasiedlona została prawdopodobnie w drugiej połowie XIV wieku na terenach będących własnością królewską. W XV wieku przeszła w ręce szlacheckie, od 1615 roku należała do Jana Parysa Drohojowskiego. Po jego śmierci w 1643 roku wieś odziedziczyła częściowo żona, Katarzyna z Myszkowskich oraz Jan Ramułt, wojewoda przemyski.
W połowie XIX wieku w Zabłotcach był dwór z folwarkiem, i drewniana cerkiew pod wezwaniem św. Marii. Należały do Stanisława Sołtysika, potem drogą koligacji rodzinnych do Edwarda, a następnie do Władysława Bogdańskiego i Józefy Komarnickiej. W 1902 roku Zabłotce były wsią gminną z przysiółkami Na Młynie i Za Potokiem. Naczelnikiem gminy był Jan Grendus. Na terenie wsi znajdowało się 70 domów, ludność liczyła 429 osób. W obszarze dworskim zarządzanym przez Romualda Runge z Dmytrowic było 6 domów i 32 mieszkańców. Wieś leżała w granicach powiatu jarosławskiego, parafii łacińskiej w Kosienicach, greckokatolickiej w Drohojowie. W tym czasie w Zabłotcach była jednoklasowa szkoła.
Kościół w Zabłotcach zaczęto budować w 1983 roku, ukończono w 1990 roku. Poświęcenia dokonał biskup Ignacy Tokarczuk. Projekt kościoła opracował Jan Rządca z Leska. Stanął on na miejscu starej cerkwi drewnianej, którą zburzono, nagrobki z cmentarza przycerkiewnego przeniesiono na cmentarz komunalny.